# Dněsice
Dněsice är en ort i Tjeckien.   Den ligger i regionen Plzeň, i den västra delen av landet, 100 km sydväst om huvudstaden Prag. Dněsice ligger 364 meter över havet och antalet invånare är 748.
Terrängen runt Dněsice är platt. Runt Dněsice är det ganska tätbefolkat, med 134 invånare per kvadratkilometer. Närmaste större samhälle är Plzeň, 17,8 km nordost om Dněsice. Trakten runt Dněsice består till största delen av jordbruksmark.